# محاصره تاکه‌هانا
محاصره تاکه‌هانا (انگلیسی: Siege of Takehana) به نوعی دنباله محاصره کاگانوی بود. جنگ سالار بزرگ تویوتومی هیده‌یوشی به دنبال تحکیم قدرتش، به ویژه در اراضی ارباب خود اودا نوبوناگا این محاصره را انجام داد. هیده‌یوشی همان تاکتیکی که در محاصره کاگانوی انجام داده بود در این محاصره نیز بکار برد، بدین نحو که رود کیسو را از مسیر خود منحرف کرده سپس با ساخت یک سد موجب جاری شدن سیل در قلعه شد.